# أبيكس ليجندز
أبيكس ليجندز لعبة مجانية من نوع باتل رويال من تطوير شركة ريسباون إنترتينمنت ونشر شركة إلكترونيك آرتس.تم طرح اللعبة على أجهزة مايكروسوفت ويندوز، بلاي ستيشن 4، وأكس بوكس وان في 4 فبراير 2019.، لأجهزة نينتندو سويتش في مارس 2021 ، وبلاي ستيشن 5 وإكس بوكس سيريس إكس وسيريس إس في مارس 2022، و تم الإعلان عن نسخة الهواتف المحمولة من اللعبة بعنوان أبيكس ليجيندز موبايل وتم إصدارها في 17 مايو 2022 على أندرويد وآي أو إس.

## روابط خارجية
- أبيكس ليجندز على موقع IMDb (الإنجليزية)